# Christer Wallin
Bengt Christer Wallin (ur. 17 czerwca 1969 w Timrå) – były szwedzki pływak, specjalizujący się głównie w stylu dowolnym.
Dwukrotny srebrny medalista igrzysk olimpijskich w Barcelonie (1992) i w Atlancie (1996) w sztafecie 4 × 200 m stylem dowolnym. Mistrz świata z Rzymu (1994) i mistrz świata na krótkim basenie z Palmy de Mallorca (1993) w tej samej sztafecie. Wicemistrz Europy z Wiednia (1995) w sztafecie 4 × 200 m stylem dowolnym oraz brązowy medalista w sztafecie 4 × 100 m stylem dowolnym.